# Georges Vandermeirsch
Georges Vandermeirsch (* 14. Dezember 1918 in Zingem; † 4. Januar 1970 in Oudenaarde) war ein belgischer Radrennfahrer und nationaler Meister im Radsport.

## Sportliche Laufbahn
Von 1945 bis 1953 war er als Berufsfahrer aktiv, unter anderem in bekannten Radsportteams wie Terrot, und Wolber. 1945 wurde er nationaler Meister im Querfeldeinrennen vor Lode Michiels. 1946 und 1947 konnte er den Titel erneut vor Michiels verteidigen. 1949 und 1951 gewann er wiederum den nationalen Titel. 1949 wurde er Siebenter im Critérium International de Cyclo-Cross, das als Vorläufer der späteren UCI-Weltmeisterschaft galt. Mehrfach gewann er weitere Medaillen bei den nationalen Titelkämpfen. Bei den ersten UCI-Weltmeisterschaften im Querfeldeinrennen, als Jean Robic den Titel gewann, wurde er als 8. klassiert.
Vandermeirsch bestritt fast ausschließlich Querfeldeinrennen und lebte ansonsten sehr zurückgezogen in seiner Heimatgemeinde. 1951 gewann er die Weltmeisterschaftsrevanche in Luxemburg.